# Imprensa Nacional (Brasil)
Imprensa Nacional é o órgão do governo brasileiro responsável pela publicação do Diário Oficial da União, e foi responsável pelo Diário da Justiça (de 2007 a 2010).

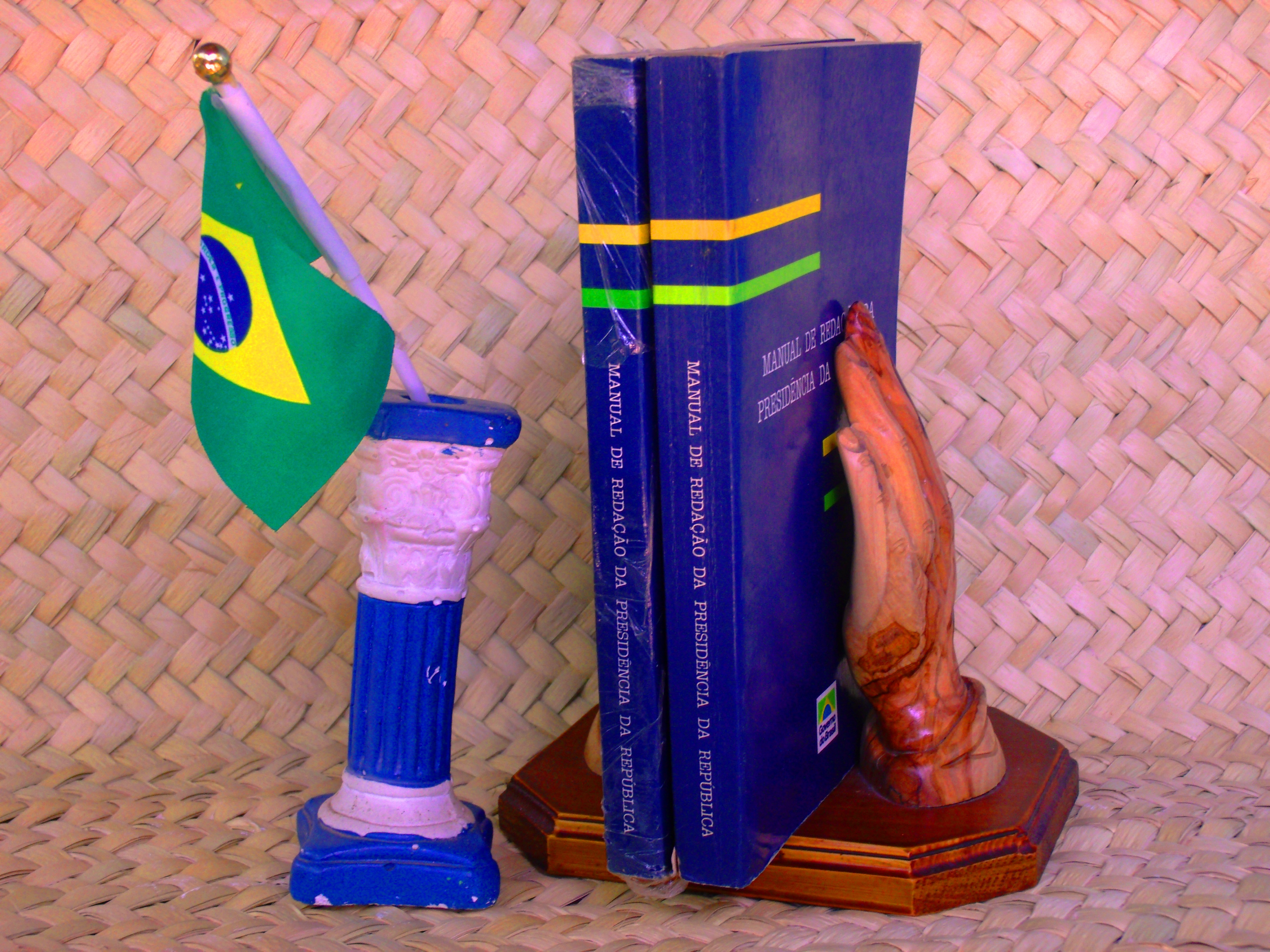
Manual de Redação da Presidência da República, em histórica impressão da Imprensa Nacional, em 1991.

## História

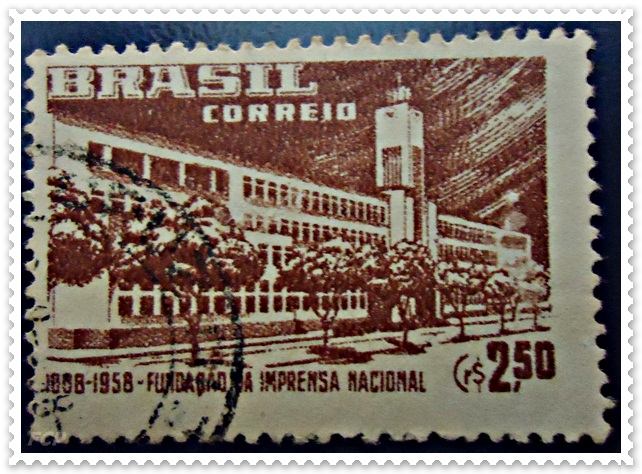
Selo do Correio do Brasil cuja imagem é o prédio inaugurado em 1940.

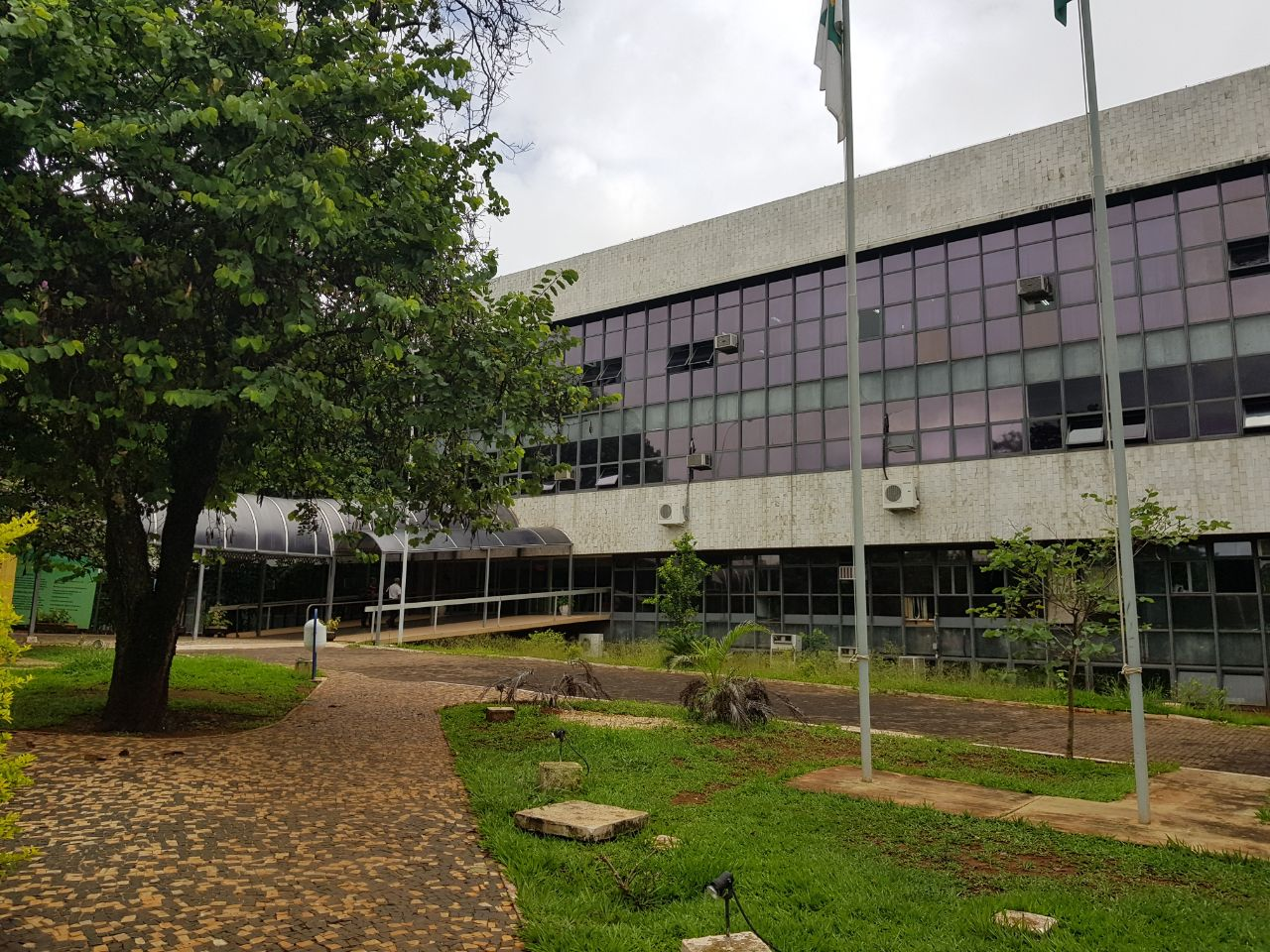
Palácio da Imprensa Nacional, em Brasília.

A origem da Imprensa Oficial remonta à época da  transferência da Corte Portuguesa para o Brasil. O Príncipe Regente D. João assinou em 13 de maio de 1808 o decreto que criou a Impressão Régia no Rio de Janeiro, para  imprimir, com exclusividade, todos os atos normativos e administrativos oficiais do governo. Em 10 de setembro daquele ano foi impresso o primeiro jornal no Brasil, chamado Gazeta do Rio de Janeiro.
Em 1 de outubro de 1862, o governo brasileiro, através de uma deliberação do Marquês de Olinda, passa a divulgar os atos legais através do Diário Oficial.
Em 1877 é inaugurado o Palácio da Imprensa Imperial, em estilo com características do Manuelino, todo arquitetado para sediar os prelos e todo material da então tipografia oficial e em 15 de setembro de 1911 um incêndio danificou o prédio e parte do acervo histórico da instituição, inclusive arquivos de documentos, publicações..
Em 1940, o Presidente Getúlio Vargas inaugurou uma nova sede para substituir a antiga, que ficou pequena. 
Em 1994, a Imprensa Nacional passou a utilizar recursos de informática.

### Patrono
Desde 1997, por meio do decreto presidencial de 13 de janeiro de 1997, o escritor Machado de Assis, que foi funcionário do Diário Oficial, foi oficializado como patrono da imprensa nacional.

## Lista de diretores da Imprensa Nacional (a partir de 1980)
- Dinorá Moraes Ferreira (1980-1989) [5]
- Marlene Freitas Rodrigues Alves (1989-1990)
- Itler Cézar Bado (1990-1991)
- Enio Tavares da Rosa (1991-1994)
- Galba Menegale (1994-1994)
- Ary Cícero de Moraes Ribeiro (1994-1995)
- Jamil Francisco dos Santos (1995-1996)
- Antônio Eustáquio Corrêa da Costa (1996-2000)
- Carlos Alberto Guimarães Batista da Silva, em 2002[6]
- Fernando Tolentino de Souza Vieira, [quando?] até 11 de dezembro de 2015[7][8]
- José Vivaldo Souza de Mendonça Filho[9] 2015 - 2016
- Alexandre Retamal Barbosa[10]
- Pedro Antonio Bertone Ataíde,[11] 20 de julho de 2016 até 28 de setembro de 2020.
- Ariosto Antunes Culau, 28 de setembro de 2020 até 13 de maio de 2021.
- Sávio Luciano de Andrade Filho, 13 de maio de 2021 até 14 de setembro de 2021.
- Heldo Fernando de Souza, 14 de setembro de 2021 até 31 de dezembro de 2022.
- Afonso Oliveira de Almeida, em exercício a partir de 15 de maio de 2023

### Coleção das Leis do Brasil
Em 1838 começou a publicar, retroativo a 1808 a Coleção das leis do Brasil, que tanto documentava como tornava disponível ao público os atos  oficiais dos poderes executivo, moderador, legislativo e judiciário do Brasil durante o período cronológico de 1808 a 2002.

## Museu da Imprensa

Cartaz do 18º Concurso Nacional do Museu da Imprensa Nacional.

Em  dia 13 de maio de 1982 foi criado o Museu da Imprensa com acervos e peças da história da imprensa no Brasil.Realiza anualmente o Concurso Nacional do Museu da Imprensa nas modalidades: desenho, redação e artigo.

## Revista Imprensa Nacional
Em maio de 2017 o órgão criou a Revista Imprensa Nacional com periodicidade bimestral cuja linha editorial é voltada para tratar de novos processos, formas e tecnologias na área de divulgação, publicação e comunicação no setor público, e também no setor privado. O acesso à informação (transparência) ao cidadão, o aperfeiçoamento da comunicação pública com a sociedade, os exemplos já adotados em outros países, os avanços na área de tecnologia da informação, os recursos humanos e a governança são temas de interesse da publicação.

## Galeria de imagens

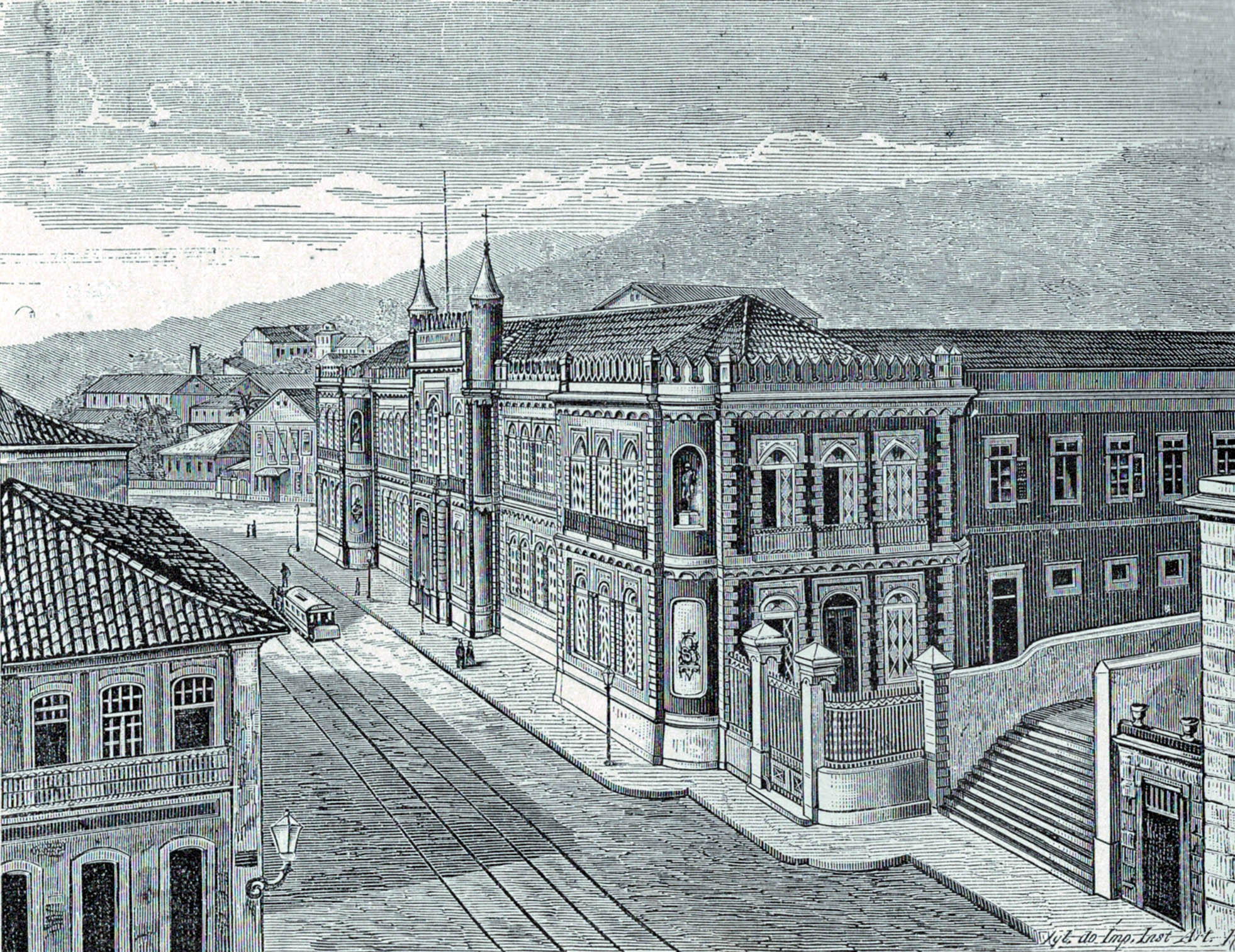
Gravura do palácio que sediou a Imprensa Nacional de 1877 até o incêndio de 1911,[17]. no Rio de Janeiro.[18].
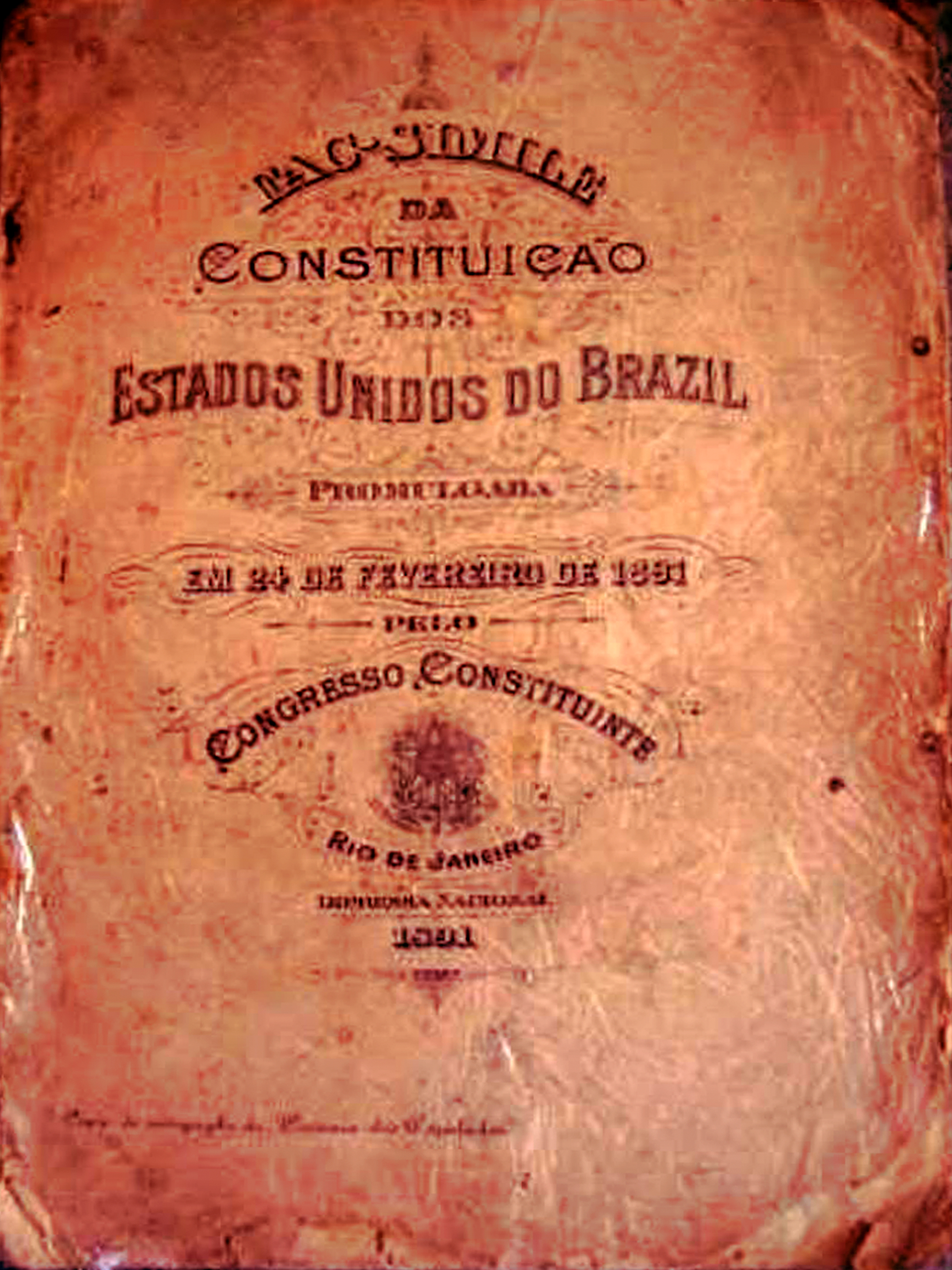
Histórica edição fac-similar da Constituição brasileira de 1891 impressa pela Imprensa Nacional.

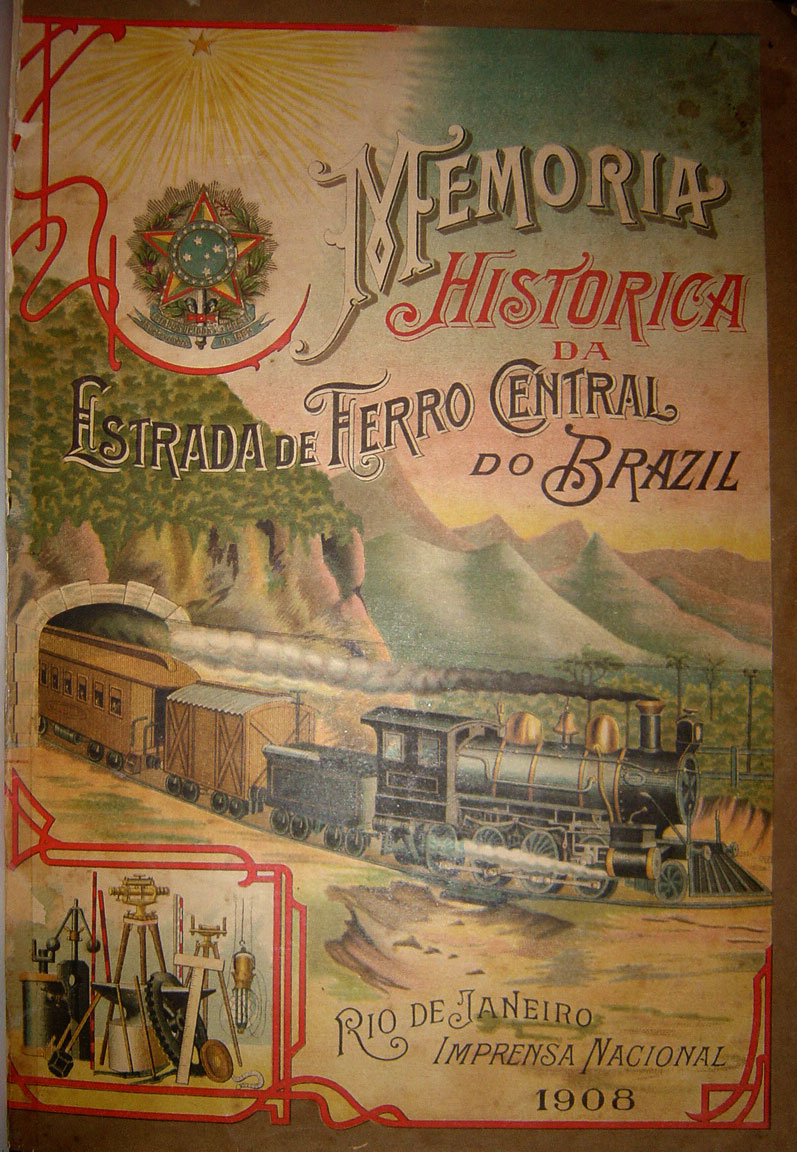
Memória Histórica da Estrada de Ferro Central do Brasil, publicação da Imprensa Nacional em 1908
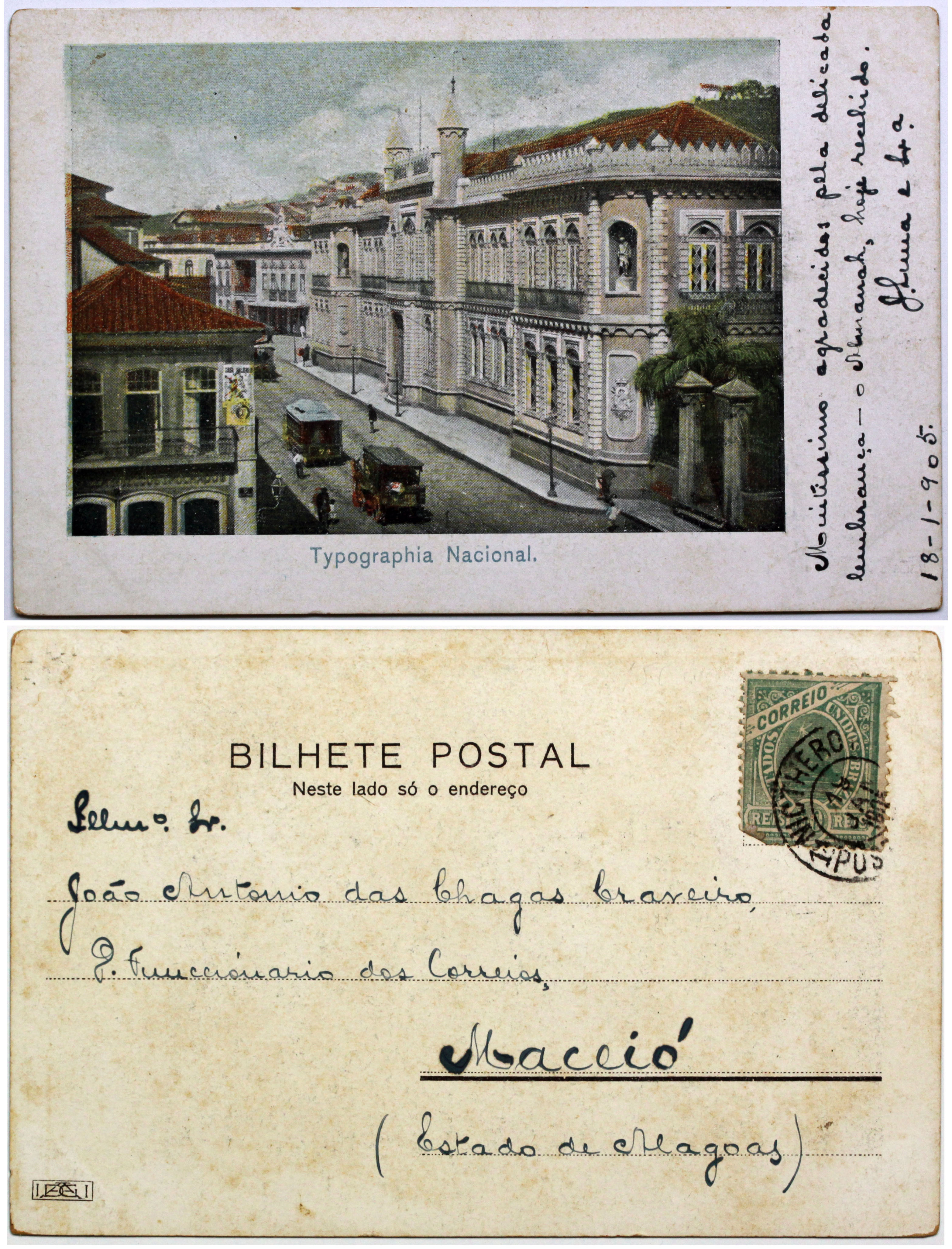
Cartão postal de 1905 com a estampa do palácio da então sede
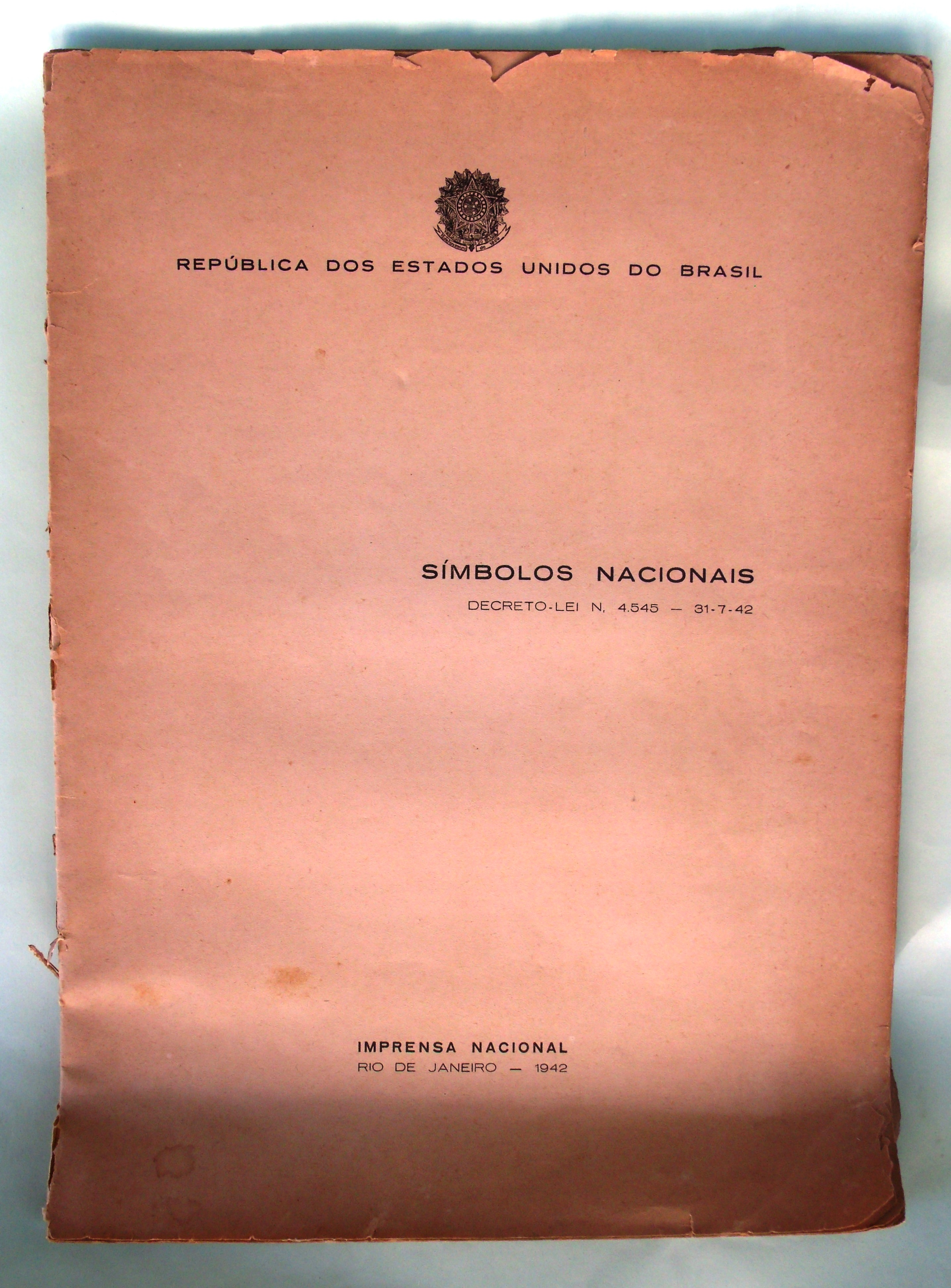
Brochura com a Lei dos Símbolos Nacionais do Brasil de 1942
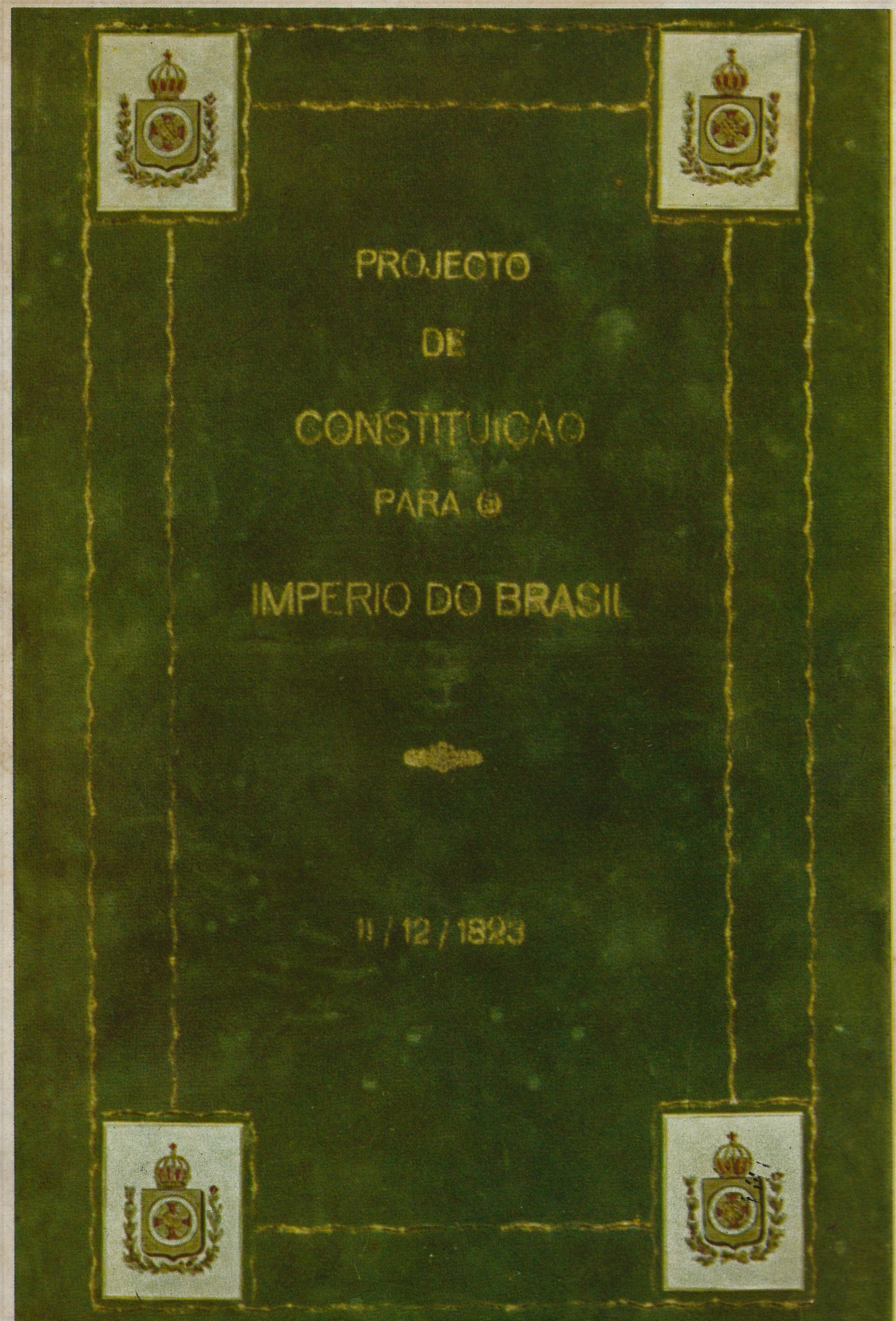
Projeto da Constituição do Império do Brasil, impresso em 1823.

### Símbolos e marcas

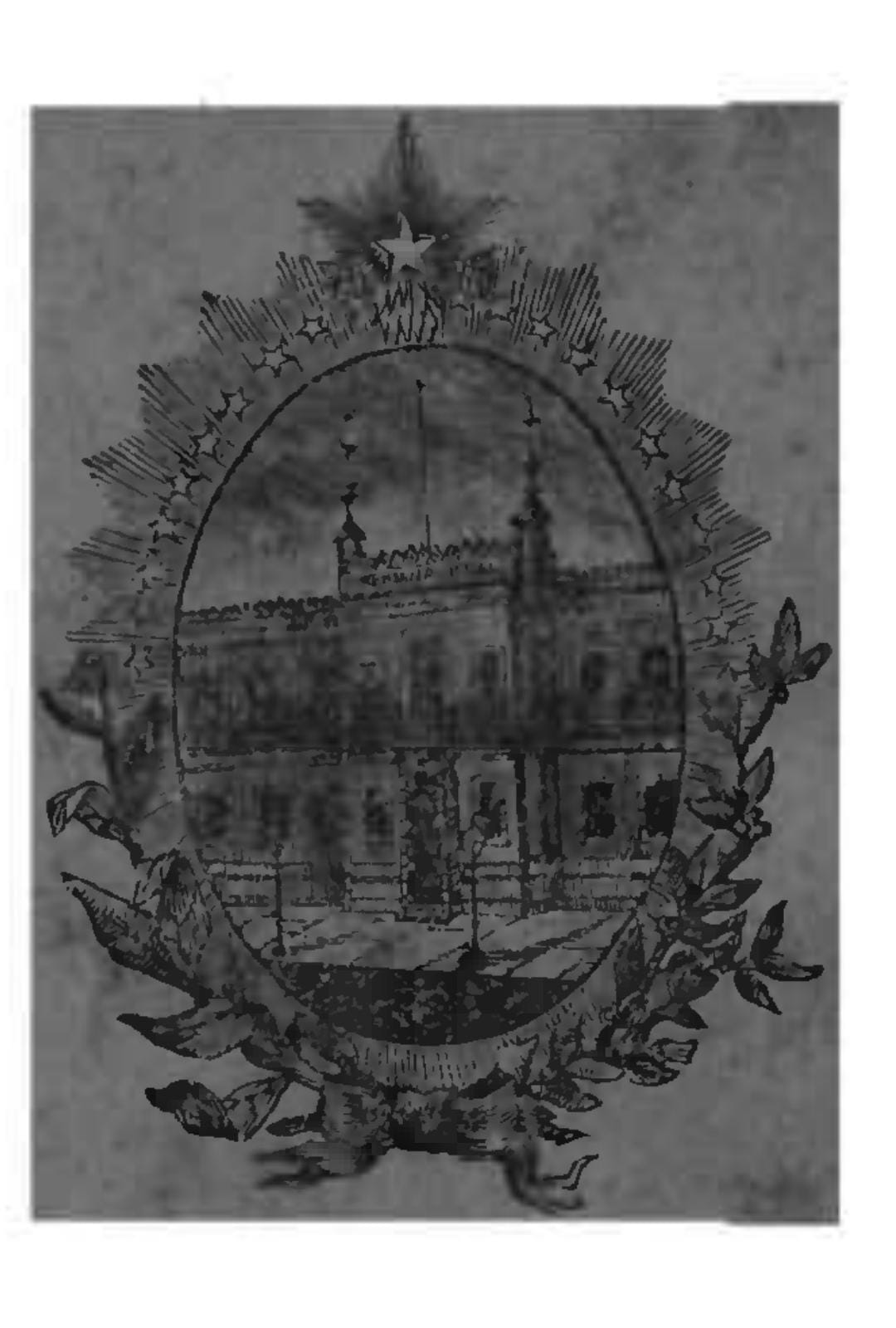
Emblema da IN em 1898.
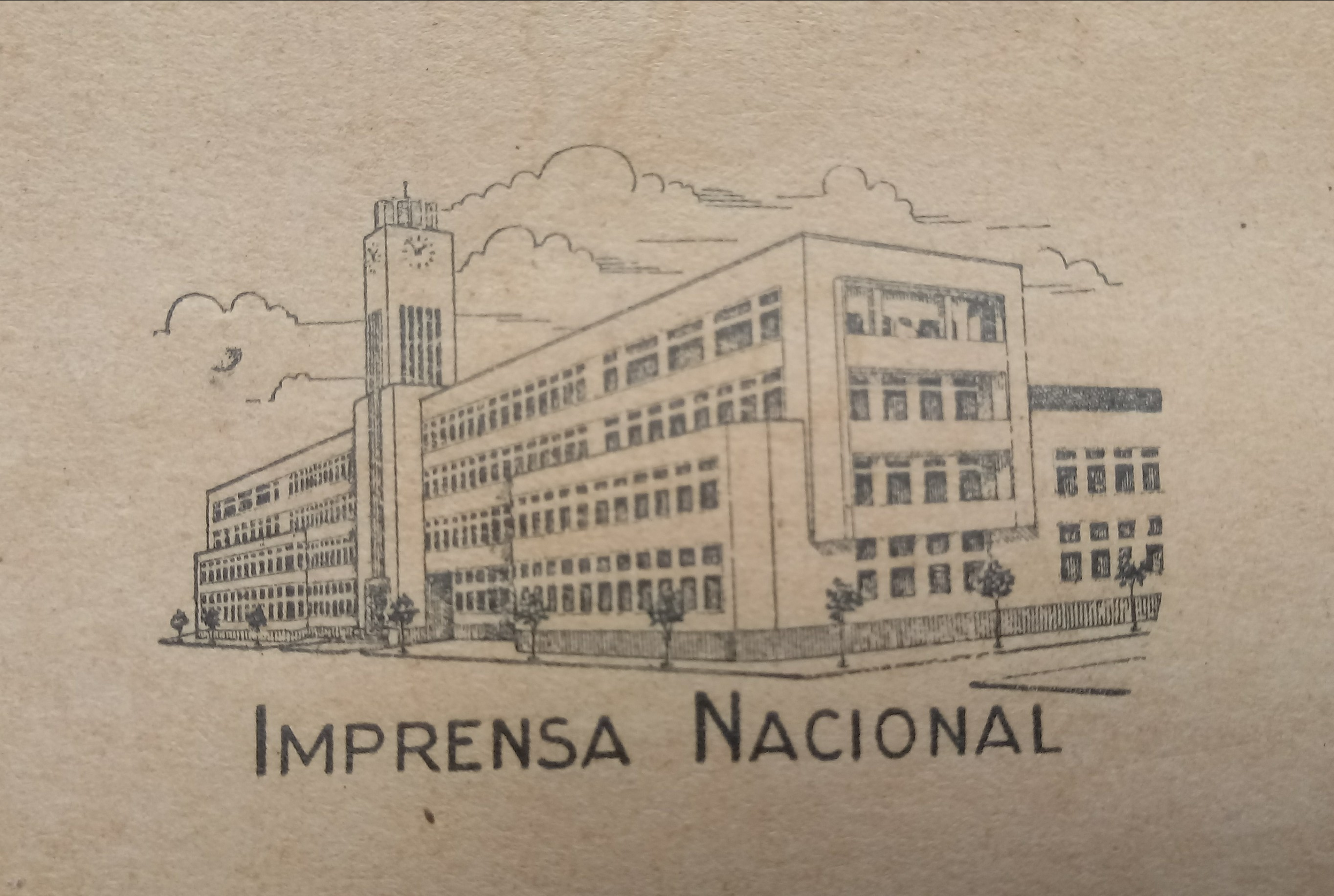
Logomarca presente em publicação de 1942
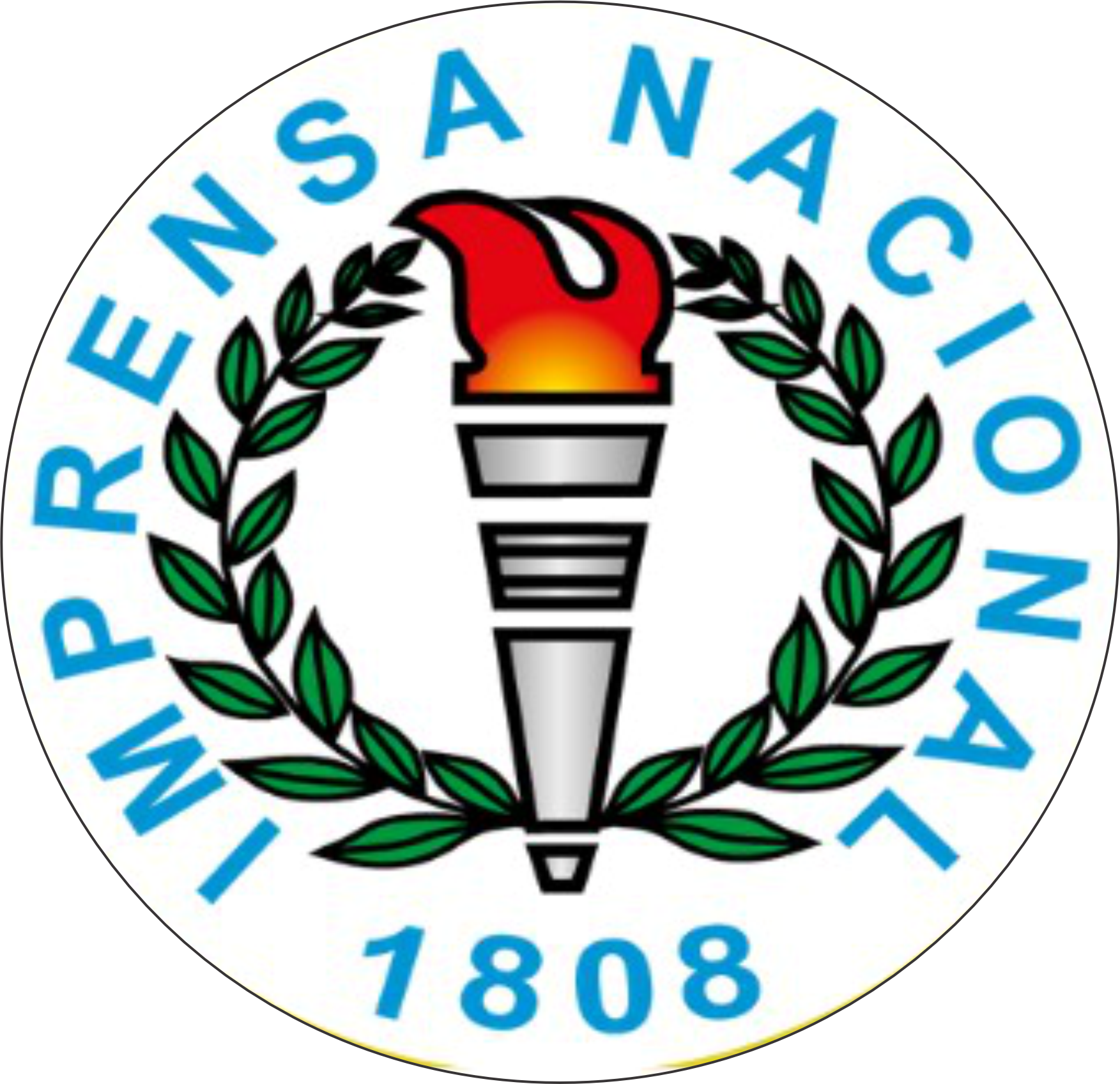
Símbolo atual.